# 1-Metylonaftalen
1-Metylonaftalen, α-metylonaftalen – organiczny związek chemiczny z grupy policyklicznych węglowodorów aromatycznych. Jego liczba cetanowa wynosi 0. Wcześniej był on używany jako dolne odniesienie dla tej liczby, został jednak zastąpiony przez izocetan, ze względu na jego większą dostępność i niższą cenę.
Jego izomerem jest 2-metylonaftalen (β-metylonaftalen).